# Pucov (powiat Dolný Kubín)
Pucov – wieś (obec) w powiecie Dolný Kubín na Słowacji, na słowackiej Orawie. Znajduje się w dolinie potoku Pucov na Pogórzu Orawskim.
W północno-zachodniej części wsi znajduje się pomnik przyrody „Pucovské zlepence” (słow. Prírodná pamiatka Pucovské zlepence, ustanowiony w 1990 r. Obejmuje on teren ok. 4 ha na prawych, stromych zboczach doliny potoku Pucov, na których procesy erozji odsłoniły formacje skalne w postaci ścian, baszt i ambon, zbudowanych z gruboziarnistych zlepieńców i brekcji, sięgających do 100 m wysokości.